# Wat Chedi Sao
Wat Phra Chedi Sao Lang (thaï : วัดพระเจดีย์ซาวหลัง littéralement « monastère de vingt stupas ») est un temple Bouddhiste de Lampang, Thaïlande. Le temple est situé à environ 1,5 kilomètre au nord de Lampang et est connu pour sa série de 20 chedis disposée dans une cour. Les bases des chedis sont construites dans le style Lanna et dont les parties supérieures sont construites dans le style birman. Le temple abrite aussi une image de Buddha en or solide du 15e siècle qui pèse 1 507 kilogrammes.